# Fira Mediterrània de Manresa
La Fira Mediterrània de Manresa és un mercat de propostes artístiques que utilitzen l'arrel, la tradició i la cultura popular com a motor creatiu. La Fira té un caràcter interdisciplinari i en ella s'hi presenten creacions artístiques noves inspirades en els trets culturals propis de Catalunya i dels territoris de la Mediterrània. Se celebra anualment des de l'any 1998 i ha esdevingut un marc d'intercanvis entre professionals del sector que venen i compren espectacles. Està organitzada per la Fundació Fira d'Espectacles d'Arrel Tradicional Mediterrània que es va crear el 2006. Tant la Direcció General de Cultura Popular i Associacionisme Cultural de la Generalitat de Catalunya com l'Ajuntament de Manresa formen part d'aquesta fundació.
La majoria d'activitats de Fira Mediterrània estan obertes al gran públic. De fet, la Fira utilitza una sèrie d'escenaris molt cèntrics. No obstant això, un dels pilars essencials en què es fonamenta són les múltiples activitats reservades a professionals, com jornades tècniques, llotja de contractació, reunions de xarxes de cooperació i presentacions. En aquest sentit, juntament amb Fira Tàrrega, el Mercat de Música Viva de Vic, el Sismògraf d'Olot, la Mostra d'Igualada i la Fira Trapezi de Reus, integra el mapa de mercats artístics de la Generalitat de Catalunya.
La Fira forma part de l'Anna Lindht Foundation, la Coordinadora de Ferias de Artes Escénicas del Estado español, el Forum of Worldwide Music Festivals, l'European Folk Network i el programa Apropa Cultura.

## Característiques[calcitació]
La Fira Mediterrània és una fira artística interdisciplinària en la que s'hi aglutinen diferents llenguatges artístics com les arts visuals, el circ, la dansa, les exposicions, la música, la narració oral i el teatre. En la fira hi ha espectacles de diferents formats, ja siguin petits, mitjans o grans, així com espectacle de sala o de carrer. També s'hi escenifiquen espectacles adreçats a públic adult o al públic familiar.
La fira Mediterrània és un mercat d'espectacles que, tenint la tradició mediterrània com a eix principal, es mou en els àmbits de la cultura popular i les músiques del món i la música folk. En el primer es pretén la transmissió del patrimoni cultural i la fusió de la creació artística contemporània amb una base tradicional i en el segon es focalitza a les músiques tant tradicionals com contemporànies que estan vinculades a l'arrel mediterrània.
A banda dels espectacles oberts al públic general, s'hi celebra una llotja professional en la que es pretén fomentar el contacte entre les companyies artístiques i els programadors d'arts escèniques i de música d'arrel tradicional.
La fira s'ha celebrat a la ciutat de Manresa anualment des de l'any 1998 i del 10 al 13 d'octubre de 2024 se'n va celebrar la vint-i-setena edició.
Es tracta d'una fira que en la seva programació planteja tres grans itineraris, un de música amb l'escena mediterrània de músiques del món i música folk on destaquen les novetats de l'escena catalana d'arrel; un altre d'arts escèniques amb la dansa, el teatre, el circ, les arts de carrer i les propostes de públic familiar que creen a partir de patrimoni immaterial i de la cultura popular i tradicional; i un de cultura popular i associacionisme, posant èmfasi en el seu maridatge amb el sector professional de les arts i mirant cap al patrimoni immaterial de la Mediterrània.
Aquest plantejament es concreta amb una programació integrada per propostes que parteixen de l'arrel tradicional com a motor creatiu, una arrel amb mirades polièdriques, i que ens parla en present.
Paral·lelament, la Llotja professional és un punt privilegiat de contacte i compra-venda tant del sector de les arts escèniques (circ, familiars, arts de carrer...) com de les músiques del món. La Llotja és un fòrum on es posen en contacte artistes i creadors, programadors, gestors culturals, institucions, entitats del 3r sector, associacionisme i indústries culturals per parlar de les noves oportunitats que es presenten, des d'una òptica internacional, al voltant de temes com la relació entre tradició i arts escèniques, comunitat, participació i el retorn social de la cultura, entre molts altres.
Durant tres dies la Llotja professional esdevé un important nucli de trobada professional, amb expositors, jornades professionals, presentacions de projectes culturals, showcases (càpsules artístiques), reunions ràpides (speed datings) i treball en xarxa.
Un aspecte innovador i enriquidor d'aquestes iniciatives és el fet que a la Fira, a diferència d'altres espais de debat professional, alguns dels projectes exposats es poden veure també sobre l'escenari.
El programa és possible gràcies al Departament de Cultura de la Generalitat de Catalunya i l'Ajuntament de Manresa, que integren la fundació organitzadora, i la Diputació de Barcelona.

## Història
Entre el 1995 i el 1997 es va organitzar la Gran Festa de la Cultura Popular al Bages, que va esdevenir l'embrió de l'actual Fira Mediterrània de Manresa. En aquesta hi havien participat entitats com el Grup Sardanista Sempre Junts, l'Esbart Manresà de Dansaires i l'Agrupació Cultural del Bages.
La Fira de la Mediterrània de Manresa va néixer el 1998 a Manresa organitzada pel Centre de Promoció de la Cultura Popular i Tradicional Catalana sota el nom de Fira d'espectacles d'arrel tradicional de Manresa i que prenia el relleu de la Gran Festa de Cultura Popular al Bages que s'havia celebrat fins aquell any. Aquesta es va celebrar per tal de trencar barreres mentals i normalitzar la creació artística basada en la tradició i per apropar-la als programadors artístics professionals.
Al llarg de la seva trajectòria històrica, la Fira Mediterrània ha intentat acostar-se al territori fomentant la participació ciutadana i la creació col·laborativa d'entitats. A banda d'esdevenir una capital de la cultura popular, la Fira s'ha convertit en una finestra que exposa la cultura catalana al món.
Entre el 1998 i el 2002 la Fira d'espectacles d'arrel tradicional va tenir l'objectiu de ser un aparador de la cultura d'arrel tradicional dels Països Catalans i a més a més va esdevenir una de les principals festes de la ciutat de Manresa.
El 2001 Jordi Bertran en va esdevenir el director artístic fins al 2005. El 2003 Joan Vidal i Gaiolà va planejar el nou nom de la Fira Mediterrània abans de ser obligat a plegar degut al resultat de les eleccions democràtiques que van provocar una crisi al Departament de Cultura de la Generalitat.
L'any 2002 va passar a ser una fira internacional i entre aquest any i el 2005 cada edició va tenir un país convidat. A partir del 2008 les edicions de la fira també van incorporar la figura d'artista convidat.
Tot i que la Fira del 2004 encara havia estat organitzada per l'equip del Secretari de Cultura Popular manresà Ramon Fontdevila, la del 2005 ja va canviar sota la tutela del nou secretari Ferran Bello que va acabar apostant per la Fira creant la Fundació que l'hauria de dirigir a partir d'aquell moment per tal de desvincular-la del Departament de Cultura, que és el que l'havia gestionat fins aquell moment. La Fundació està formada per la Generalitat de Catalunya i l'Ajuntament de Manresa i està presidida pel conseller de Cultura de la Generalitat i vicepresidida per l'alcalde manresà i el seu consell executiu està presidit pel director general de Cultura Popular i vicepresidit pel regidor de Cultura del consistori manresà.
El 2006 hi va tornar a haver canvis en el govern de la Generalitat de Catalunya que van afectar la direcció de la Fira i la Fundació i el Conseller Joan Manuel Tresserras i Gaju va nomenar a l'antic regidor manresà, Ramon Fontdevila com a director del Centre de Cultura Tradicional i Popular (que posteriorment passaria a ser Director General de Cultura Popular). Fontdevila, va donar continuïtat a la Fira de la Mediterrània tot i que en va retallar el pressupost. Entre el 2006 i el 2007 Antoni Xuclà va esdevenir el nou director artístic de la Fira abans que Tere Almar tingués aquest càrrec entre el 2008 i 2011, que va propiciar el teatre de carrer a la Fira i va fomentar la modernitat dels espectacles d'arrel tradicional.
El gener de 2012 David Ibáñez va esdevenir el director artístic de la Fira, en la que va ser la seva quinzena edició. Aquesta edició va incloure la novetat d'incorporar espectacles multidisciplinars per tal d'explorar els nous límits de la cultura d'arrel tot mantenint la tradició i va incrementar la participació popular en els espectacles. L'artista convidat d'aquesta edició fou el cineasta català Isaki Lacuesta

## Direcció artística
Els directors/es artístics/ques de la Fira Mediterrània de Manresa han estat:
- Lluís Puig (1998-2000)[9]
- Jordi Bertran (2001-2005)[11]
- Toni Xuclà (2006-2007)[9]
- Tere Almar (2008[12]-2011[13])
- David Ibáñez (2012[14]-2018[15])
- Jordi Fosas (2019[16]-actualitat)

## Publicacions[calcitació]
Discografia
- 16a Fira Mediterrània de Manresa, Enderrock, 216, 2013.
- 15a Fira Mediterrània de Manresa, Enderrock, 204, 2012.
- 14a Fira Mediterrània de Manresa, Sons de la Mediterrània, 24, 2011.
- 13a Fira Mediterrània de Manresa, Sons de la Mediterrània, 18, 2010.
- 12 Mediterrània. Fira d'espectacles d'arrel tradicional, Sons de la Mediterrània, 13, 2009.
- 11 Mediterrània. Fira d'espectacles d'arrel tradicional, Sons de la Mediterrània, 7, 2008.
- 10ª Mediterrània. Fira d'espectacles d'arrel, Sons de la Mediterrània, 1 / World Music Magazine, 87, 2007.
- 9a Fira Mediterrània d'espectacles d'arrel tradicional, Folc, 31 / World Music Magazine, 81, 2006.
- 8ª Fira d'espectacles d'arrel tradicional Mediterrània, Folc, 25, 2005.
- Mediterrània. 7ª Fira d'espectacles d'arrel tradicional, Folc, 19, 2004.
- 6ª Fira d'espectacles d'arrel tradicional a Manresa, Folc, 14, 2003.
- Fira d'espectacles d'arrel tradicional Manresa, Folc, 9, 2002.
- Fira d'espectacles d'arrel tradicional, Folc, 5, 2001.
- 3a Fira d'espectacles d'arrel tradicional de Manresa, Folc, 1, 2000.